# Mindaugas Briedis
Mindaugas Briedis (* 19. April 1963 in Šeduva) ist ein litauischer Politiker.

## Leben
Er lernte in der Mittelschule Šeduva und absolvierte eine Berufsschule, von 1982 bis 1989 das Diplomstudium der Geschichte am Vilniaus pedagoginis institutas.
1989 lehrte er in Baisogala. Von 1990 bis 1995 war er Methodikleiter in der Rajongemeinde Radviliškis.
Von 1995 bis 1997 war er Mitglied im Rat Radviliškis, von 1995 bis 1996 stellvertretender Bürgermeister von Radviliškis, von 1996 bis 2000 Mitglied im Seimas.
2002 leitete er eine Unterabteilung am Bildungsministerium Litauens.
Von 1989 bis 1990 war er Mitglied der KPdSU, ab 1993 der Tėvynės sąjunga.